# 田恩沛
田恩沛（1979年9月12日－），藝名ALEX，台灣前男歌手。曾經是歌唱組合B.A.D成員之一。田恩沛目前自己開公司從事進出口貿易。2009年與模特兒許維恩結婚，但於2012年11月已離婚。現已與新加坡女藝人林湘萍登記結婚。

## 唱片

### 團體專輯
- 2000年《不安靜》
- 2001年《OH! I》
- 2002年《皇后之歌》
- 2003年《夢的起點》
- 2004年《B.A.D同名專輯》

## 電視劇
- 2005年 華視《我只在乎你》飾演 小宇